# Абдаллах ибн Митаб ибн Абд ал-Азиз Аль Рашид
Абдаллах ибн Митаб ибн Абд аль-Азиз Аль-Рашид (араб. عبد الله بن متاب بن عبد العزيز الراشد‎; 1906—1946) — двенадцатый эмир эмирата Джебель-Шаммар, правивший с марта 1920 по начало 1921 года.

## Биография
Он видный член династии Аль-Рашидов и сын эмира Митаба II. Его отец был убит Султаном ибн Хамудом Аль Рашидом. В конце марта 1920 года его двоюродный брат, эмир Сауд ибн Абд аль-Азиз, был убит своим двоюродным братом Абдаллахом ибн Талалом, который был застрелен одним из слуг эмира. Власть перешла к Абдаллаху ибн Митабу.
С возвышением Абд аль-Азиза ибн Сауда, эмира Неджда, давнего врага эмирата Джебель-Шаммар, Абдаллах решил заключить союз с Хусейном ибн Али, королем Хиджаза, который пользовался поддержкой Великобритании. В ответ Ибн Сауд в марте 1921 года начал военную кампанию против эмирата Джебель-Шаммар. В апреле Абдуаллах ибн Митаб потерпел поражение и отступил в Хаиль. В это время Мухаммад ибн Талал, губернатор Аль-Джауфа, присягнул на верность и пообещал защищать Хаиль. Однако Абдаллах, не веривший в это, приказал арестовать Мухаммеда и отправить его в тюрьму. Абдаллах Аль-Рашид решил остаться под защитой своей крепости, но когда средства иссякли, он начал переговоры с Абд аль-Азизом ибн Саудом. Последний настаивал на полной и безоговорочной капитуляции, что не устраивало Абдаллаха. Жителям Хаиля удалось защитить Абдаллаха и они продолжали держать осаду, которая сопровождалась небольшими стычками. В начале 1921 года иерархи освободили Мухаммада ибн Талала из тюрьмы и свергли Абдаллаха. Абдаллах отправился в Эр- Рияд где и прожил остаток своей жизни. Абдаллах умер в 1946 году.